# Korporacja Akademicka Sarmatia Warschau

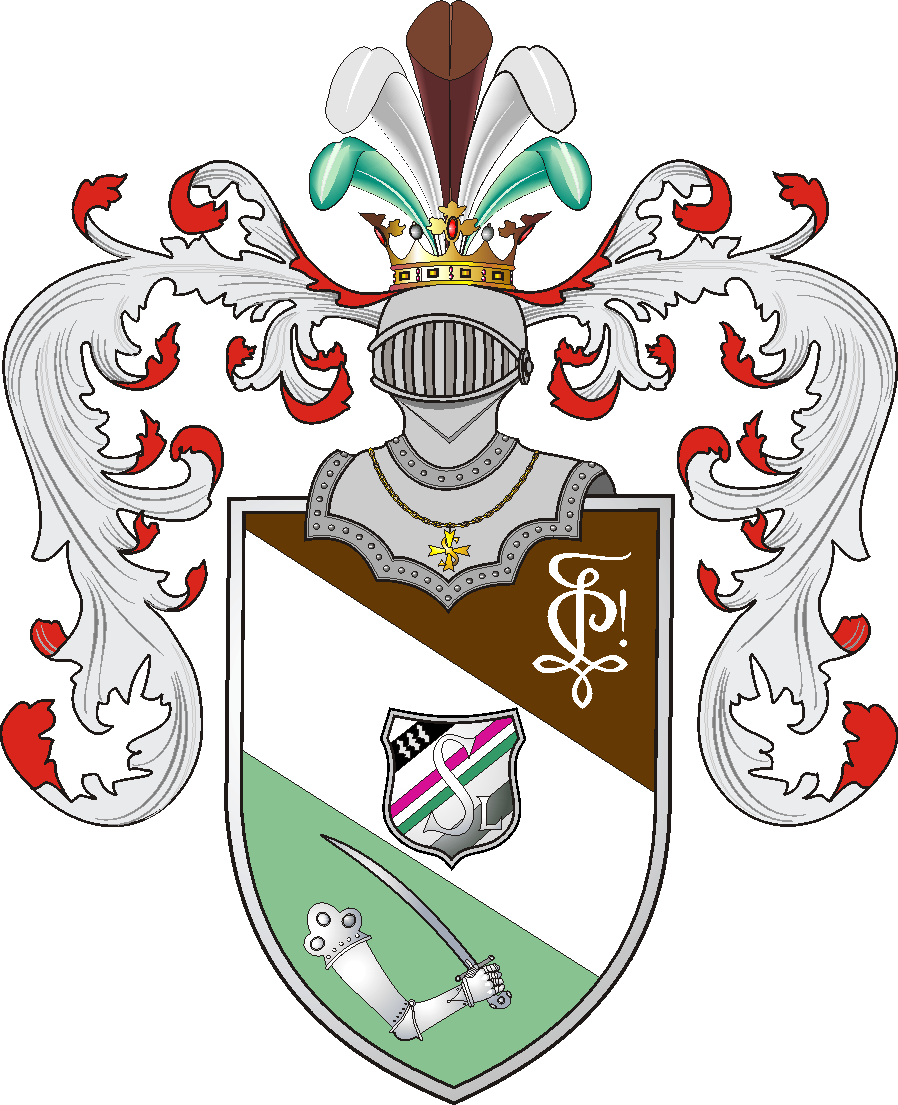
Verbindungswappen mit Zirkel, früheren und aktuellen Farben

Die Korporacja Akademicka Sarmatia (Akademische Verbindung Sarmatia) ist eine Studentenverbindung, die am 8. Mai 1908 von polnischen Studenten in St. Petersburg gegründet wurde. Sie gilt damit als die sechstälteste polnische Studentenverbindung. 1915 verlegte sie nach Warschau und 1992 wurde sie reaktiviert.

## Geschichte

### Gründungszeit
Die Verbindung entstand 1908 aus der Verschmelzung von zwei bis dahin im Untergrund agierenden Vereinigungen polnischer Studenten in St. Petersburg – „Nietoperzy“ und „Lechitia“. Die Gründungszeremonie fand in der Kapelle des Malteserordens statt, weshalb das Kreuzsymbol des Ordens in das Wappen der Sarmatia aufgenommen wurde. Der Name bezieht sich auf die Bewegung des polnischen Sarmatismus. Gründungsmitglieder waren adlige Studenten aus den polnischen Grenzgebieten. Bei Ausbruch des Ersten Weltkriegs suspendierte die Verbindung in St. Petersburg und verlegte nach Warschau, wo 1915 wiedereröffnet wurde. Sarmatia war die erste Studentenverbindung, die an der Technischen Universität Warschau registriert wurde. Mitglieder der Sarmatia beteiligten sich bei der Entwaffnung deutscher Truppen bei Kriegsende. Im Jahr 1921 waren Mitglieder der Sarmatia die Initiatoren zur Gründung des Verbandes der polnischen Studentenverbindungen (poln.: Związek Polskich Korporacji Akademickich). In den 1920er und 1930er Jahren erlebte die Verbindung ihre Blütezeit, 

### Zweiter Weltkrieg und Nachkriegszeit
Am 1. September 1939 hatte Sarmatia 209 lebende Mitglieder, die aus dem Adel und Bürgertum stammten. Im Krieg fielen 41 Angehörige, weitere neun wurden von Sowjeteinheiten ermordet, vorwiegend in Katyn. 32 Sarmaten wanderten nach dem Krieg aus, vor allem nach Westeuropa und den USA. Während der Zeit des Sozialismus durfte die Aktivität in Polen nicht wiederaufgenommen werden; es kam nur zu konspirativen Treffen ehemaliger Mitglieder. In den 1970er Jahren wurde eine Gedenkplatte für gefallene Sarmaten in der Londoner Andreas Bobola-Kirche angebracht. Zwei weitere Gedenktafeln wurden Ende der 1980er Jahre in der Warschauer St. Anna-Kirche befestigt. 
Im Dezember 1992 begann die erneute Aktivität der Verbindung; am 8. Februar 1993 erfolgte die Registrierung als Verband. Seitdem konnten wieder Mitglieder aufgenommen werden. Zur Jahrtausendwende rekrutierten sich die meisten Neumitglieder aus der Universität Warschau und der Politechnika. Anlässlich des 100-jährigen Jubiläums der Sarmatia und des 125-jährigen der Verbindung Welecja fand im Jahr 2009 im Museum der Politechnika eine Ausstellung zu der Geschichte der beiden Verbindungen statt. 
Bei Gründung gab sich die Verbindung die Bandfarben rot-weiß-grün, die für die polnische Nationalfarben zuzüglich der Farbe der Hoffnung (auf ein wiedererrichtetes Vaterland) standen. Infolge der Verlegung nach Warschau wählte man zur Unterscheidung von den intensiven Farben deutscher Verbindungen nun braun-silber-hellgrün. Die Verbindung ist farbentragend; gefochten wird nur noch fakultativ.
Bedeutende Sarmaten waren die Architekten Stanisław Jankowski und Jerzy Staniszkis.

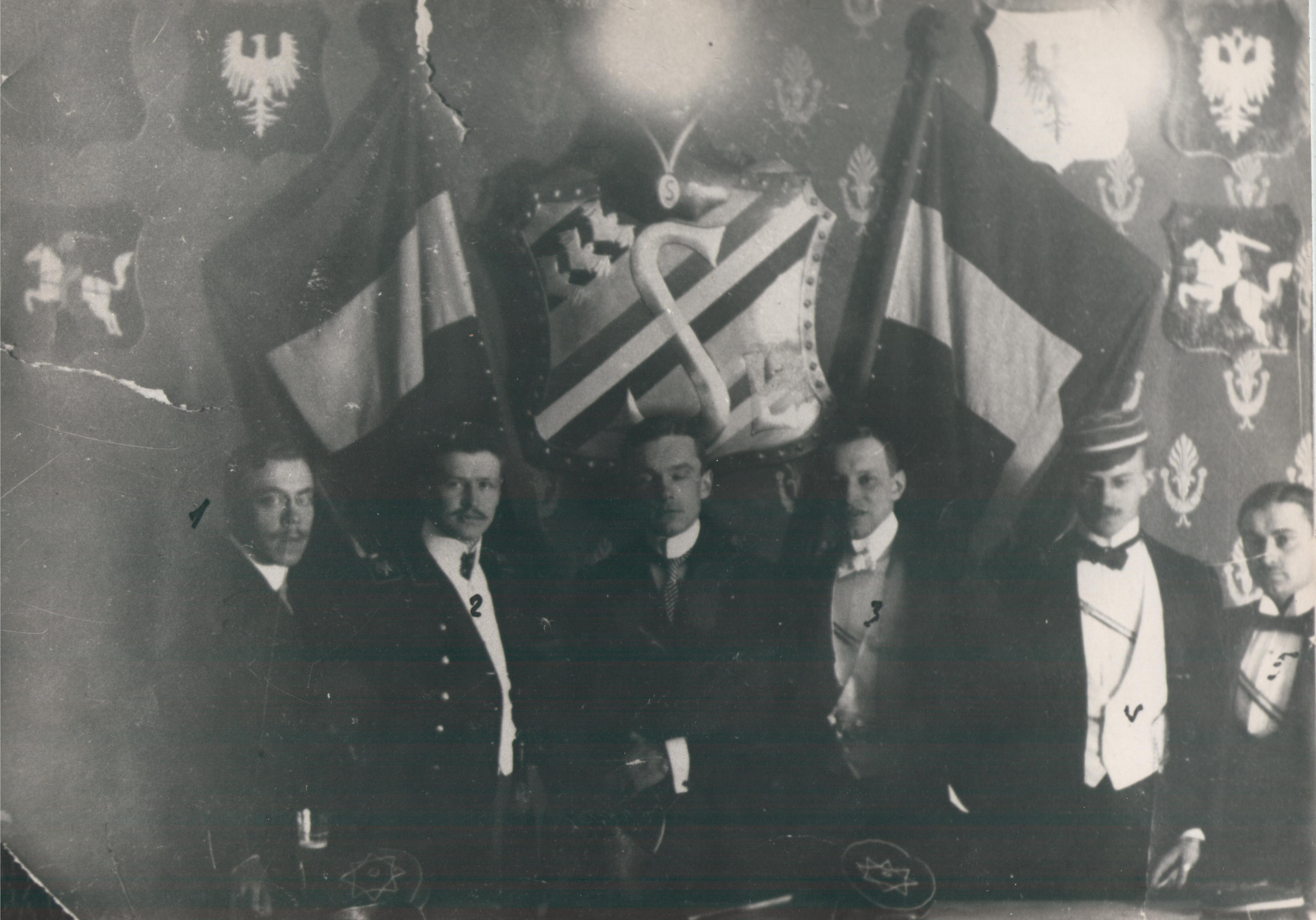
Gründung in St. Petersburg (1908)
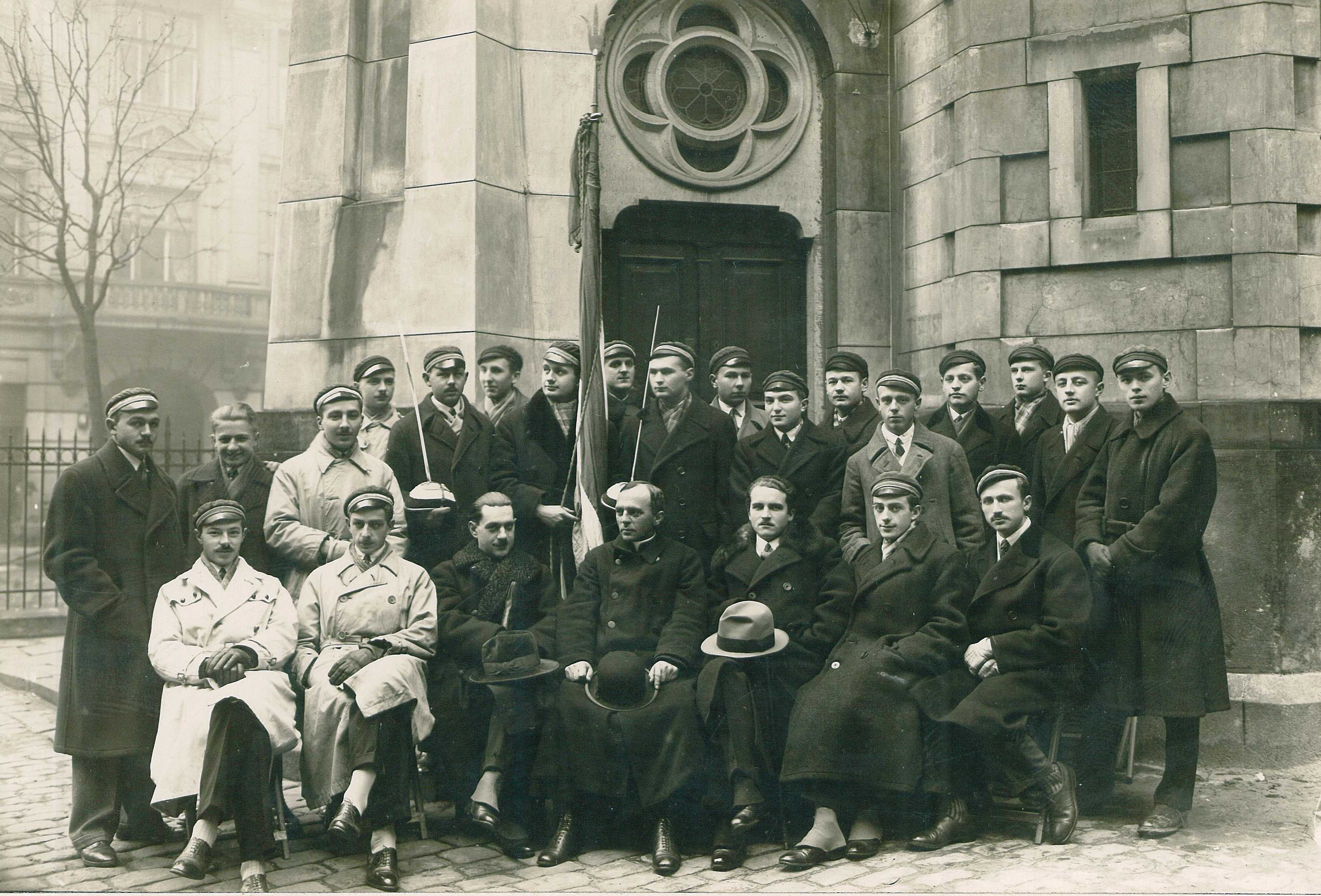
Warschauer Erlöser-Kirche (1928)
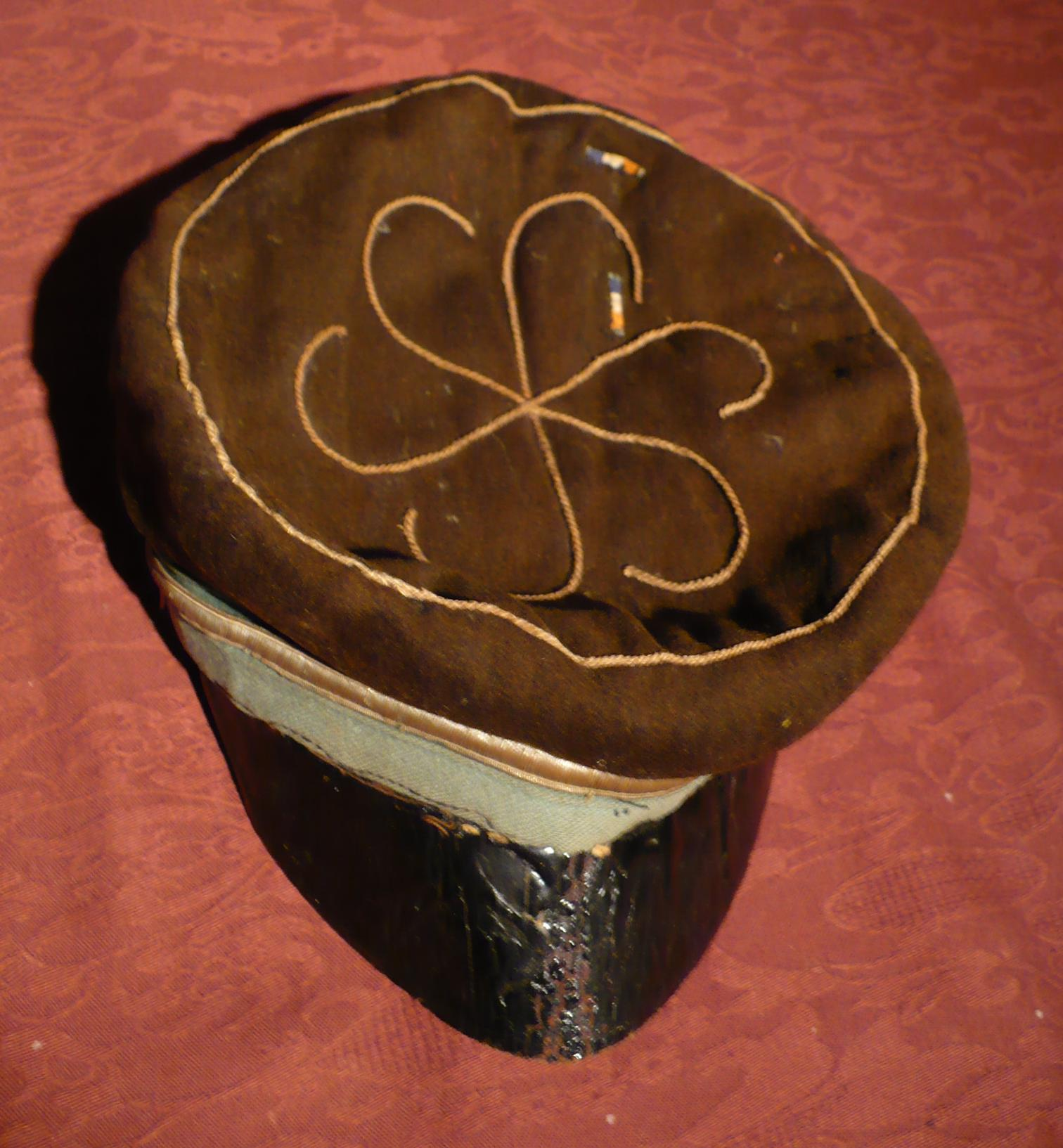
Deckel mit Baltenstern